# Isacco Nahoum
Isacco Nahoum (Milano, 12 settembre 1922 – Torino, 20 agosto 1990) è stato un politico e partigiano italiano e membro della resistenza.

## Biografia
Di padre turco e madre italiana, compì i primi studi a Milano e poi a Viareggio, dove in seguito alle leggi razziali venne espulso da scuola. Arruolatosi nell'esercito per sfuggire alle persecuzioni antiebraiche ha partecipato alla seconda guerra mondiale sul fronte russo con il 3º Reggimento "Savoia Cavalleria" all'inizio del 1943 rientrato in Italia con i pochi superstiti del reparto.
All'indomani dell'8 settembre 1943 fu tra i primi organizzatori della Resistenza nella zona di Viareggio e poi a Milano nel Comitato di agitazione della zona Loreto. Fu inviato in Piemonte, dove divenne comandante della IV Brigata Garibaldi che diresse sino alla liberazione di Torino.
Decorato della medaglia d'argento al valore per l'attività svolta durante la Resistenza, nel dopoguerra fu segretario provinciale di Torino dell'Associazione Nazionale Partigiani d'Italia (ANPI) quindi svolse vari incarichi come dirigente del Partito Comunista Italiano (PCI) in Sicilia e a Reggio Calabria, segretario della Federazione comunista di Cuneo dal 1948 al 1951; venne successivamente chiamato a Roma presso la direzione del PCI, quale responsabile della sezione che si occupava degli ex combattenti e della Resistenza.
Rientrato a Torino nel 1956, fu eletto membro della segreteria federale del partito e poi di quella regionale, consigliere provinciale, consigliere comunale a Venaria Reale e Bra. Successivamente importanti incarichi come inviato speciale del PCI in Africa in particolare in Congo e a Cuba. Venne chiamato a Vienna come rappresentante della Resistenza Italiana nella F.I.R. (Federazione Internazionale della Resistenza).
Eletto deputato nel 1968 fu confermato anche per la VI legislatura fece parte della Commissione Difesa della Camera dei deputati. Vice presidente dell'ANPI Nazionale da IX Congresso e presidente Regionale del Piemonte.

## Opere
Ha pubblicato il racconto Fuoco in pianura 1954, l'antologia della Resistenza edita da Feltrinelli, un'antologia della Resistenza Europea edita dalla FIR, ha realizzato un documentario a lungometraggio Giorni di furore (1963) con Giovanni Canavero, Alfieri Canavero e Gianni Dolino, un libro autobiografico Esperienze di un comandante partigiano (edizioni La Pietra, 1981).